# Немка (река)
Немка — река в Хиславичском и Шумячском районах Смоленской области, правый приток Остра. Длина 26 километров. Площадь водосборного бассейна — 246 км².
Начинается возле деревни Новая Буда Хиславичского района Смоленской области. Далее течёт на юго-восток, протекая через деревню Днесино и впадает в Остёр около Нижнее Хоронево.
В Немку впадают Хотемка, Белая Немка, Чёрная Немка, Ломна.